# ساکس ۳۵۳۴
سیارک ۳۵۳۴ (به انگلیسی: 3534 Sax، نامگذاری:1936XA) سه هزار و پانصد و سی و چهارمین سیارک کشف شده‌است که در ۱۵ دسامبر ۱۹۳۶ کشف شد.
قدر مطلق سیارک برابر ۱۲٫۴۰ است.